# Emu
Emu (Dromaius novaehollandiae) este o specie de pasăre care nu zboară, endemică Australiei, unde este cea mai înaltă pasăre nativă. Este singurul membru existent al genului Dromaius și a treia pasăre ca înălțime după rudele sale ratite africane, struțul comun și struțul somalez. Aria de răspândire natală a păsării acoperă cea mai mare parte a continentului australian. Subspeciile Tasmanian, Kangaroo Island și King Island au dispărut după colonizarea europeană a Australiei în 1788.
Emu este un simbol cultural important al Australiei, apărând pe stema țării și pe diverse monede. Pasărea ocupă un loc proeminent în mitologiile indigenilor australieni.

## Etimologie
Etimologia numelui comun „emu” este incertă, dar se crede că provine dintr-un cuvânt arab pentru pasăre mare, care a fost folosit ulterior de exploratorii portughezi pentru a descrie înruditul cazuar în Australia și Noua Guinee. O altă teorie este că provine din cuvântul „ema”, care este folosit în portugheză pentru a desemna o pasăre mare asemănătoare struțului sau cocorului. În Victoria, unii termeni pentru emu erau barrimal în limba Dja Dja Wurrung, myoure în Gunai și courn în Jardwadjali. Păsările erau cunoscute sub numele de murawung sau birabayin pentru locuitorii locali eora și darug din bazinul Sydney.

## Taxonomie

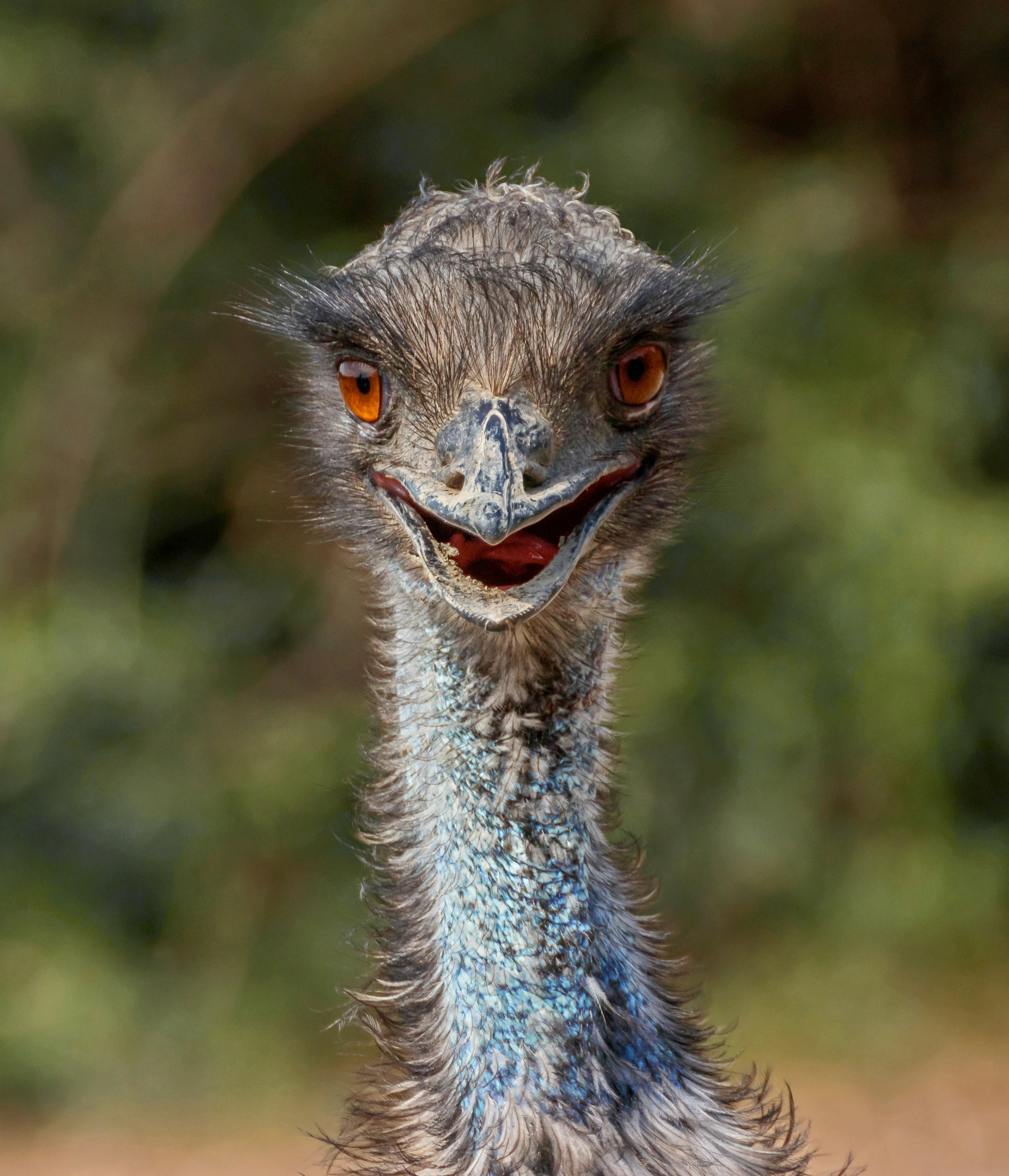
Cap de emu și partea superioară a gâtului

Specia a fost numită de ornitologul John Latham în 1790, pe baza unui specimen din zona Sydney din Australia, o țară care la acea vreme era cunoscută sub numele de Noua Olandă. El a colaborat la cartea lui Phillip și a furnizat primele descrieri și nume ale multor specii de păsări australiene; Dromaius provine dintr-un cuvânt grecesc care înseamnă „alergător”, iar novaehollandiae este termenul latin pentru Noua Olandă. În descrierea sa originală din 1816, ornitologul francez Louis Pierre Vieillot a folosit două denumiri generice, mai întâi Dromiceius și ulterior Dromaius. De atunci, a existat o dispută cu privire la numele care ar trebui utilizat; acesta din urmă este mai corect format, dar convenția în taxonomie este că primul nume dat unui organism rămâne valabil, cu excepția cazului în care este în mod clar o eroare tipografică. Majoritatea publicațiilor moderne, inclusiv cele ale guvernului australian, utilizează Dromaius, cu Dromiceius menționat ca o ortografie alternativă.

### Sistematică
Emu a fost mult timp clasificat, împreună cu rudele sale cele mai apropiate, cazuarii, în familia Casuariidae, parte a ordinului Struthioniformes. O clasificare alternativă a fost propusă în 2014 de Mitchell et al. pe baza analizei ADN-ului mitocondrial. Aceasta separă Casuariidae în propriul lor ordin, Casuariiformes, și include doar cazuarii în familia Casuariidae, plasând emu în propria lor familie, Dromaiidae. Cladograma prezentată mai jos provine din studiul lor.
|  | †Aepyornithidae (pasărea elefant) |
|  |                                   |
|  | Apterygidae (kiwi)                |
|  |                                   |

|  | Dromaiidae (emu)      |
|  |                       |
|  | Casuariidae (cazuari) |
|  |                       |

|  | †Aepyornithidae (pasărea elefant) |
|  |                                   |
|  | Apterygidae (kiwi)                |
|  |                                   |

|  | Dromaiidae (emu)      |
|  |                       |
|  | Casuariidae (cazuari) |
|  |                       |

|  | †Dinornithiformes (moa) |
|  |                         |
|  | Tinamidae               |
|  |                         |

|  | †Aepyornithidae (pasărea elefant) |
|  |                                   |
|  | Apterygidae (kiwi)                |
|  |                                   |

|  | Dromaiidae (emu)      |
|  |                       |
|  | Casuariidae (cazuari) |
|  |                       |

|  | †Aepyornithidae (pasărea elefant) |
|  |                                   |
|  | Apterygidae (kiwi)                |
|  |                                   |

|  | Dromaiidae (emu)      |
|  |                       |
|  | Casuariidae (cazuari) |
|  |                       |

|  | †Dinornithiformes (moa) |
|  |                         |
|  | Tinamidae               |
|  |                         |

|  | †Aepyornithidae (pasărea elefant) |
|  |                                   |
|  | Apterygidae (kiwi)                |
|  |                                   |

|  | Dromaiidae (emu)      |
|  |                       |
|  | Casuariidae (cazuari) |
|  |                       |

|  | †Aepyornithidae (pasărea elefant) |
|  |                                   |
|  | Apterygidae (kiwi)                |
|  |                                   |

|  | Dromaiidae (emu)      |
|  |                       |
|  | Casuariidae (cazuari) |
|  |                       |

|  | †Dinornithiformes (moa) |
|  |                         |
|  | Tinamidae               |
|  |                         |

|  | †Aepyornithidae (pasărea elefant) |
|  |                                   |
|  | Apterygidae (kiwi)                |
|  |                                   |

|  | Dromaiidae (emu)      |
|  |                       |
|  | Casuariidae (cazuari) |
|  |                       |

|  | †Aepyornithidae (pasărea elefant) |
|  |                                   |
|  | Apterygidae (kiwi)                |
|  |                                   |

|  | Dromaiidae (emu)      |
|  |                       |
|  | Casuariidae (cazuari) |
|  |                       |

|  | †Dinornithiformes (moa) |
|  |                         |
|  | Tinamidae               |
|  |                         |

|  | †Aepyornithidae (pasărea elefant) |
|  |                                   |
|  | Apterygidae (kiwi)                |
|  |                                   |

|  | Dromaiidae (emu)      |
|  |                       |
|  | Casuariidae (cazuari) |
|  |                       |

|  | †Aepyornithidae (pasărea elefant) |
|  |                                   |
|  | Apterygidae (kiwi)                |
|  |                                   |

|  | Dromaiidae (emu)      |
|  |                       |
|  | Casuariidae (cazuari) |
|  |                       |

|  | †Dinornithiformes (moa) |
|  |                         |
|  | Tinamidae               |
|  |                         |

|  | †Aepyornithidae (pasărea elefant) |
|  |                                   |
|  | Apterygidae (kiwi)                |
|  |                                   |

|  | Dromaiidae (emu)      |
|  |                       |
|  | Casuariidae (cazuari) |
|  |                       |

|  | †Aepyornithidae (pasărea elefant) |
|  |                                   |
|  | Apterygidae (kiwi)                |
|  |                                   |

|  | Dromaiidae (emu)      |
|  |                       |
|  | Casuariidae (cazuari) |
|  |                       |

|  | †Dinornithiformes (moa) |
|  |                         |
|  | Tinamidae               |
|  |                         |

|  | †Aepyornithidae (pasărea elefant) |
|  |                                   |
|  | Apterygidae (kiwi)                |
|  |                                   |

|  | Dromaiidae (emu)      |
|  |                       |
|  | Casuariidae (cazuari) |
|  |                       |

|  | †Aepyornithidae (pasărea elefant) |
|  |                                   |
|  | Apterygidae (kiwi)                |
|  |                                   |

|  | Dromaiidae (emu)      |
|  |                       |
|  | Casuariidae (cazuari) |
|  |                       |

|  | †Dinornithiformes (moa) |
|  |                         |
|  | Tinamidae               |
|  |                         |

|  | †Aepyornithidae (pasărea elefant) |
|  |                                   |
|  | Apterygidae (kiwi)                |
|  |                                   |

|  | Dromaiidae (emu)      |
|  |                       |
|  | Casuariidae (cazuari) |
|  |                       |

|  | †Aepyornithidae (pasărea elefant) |
|  |                                   |
|  | Apterygidae (kiwi)                |
|  |                                   |

|  | Dromaiidae (emu)      |
|  |                       |
|  | Casuariidae (cazuari) |
|  |                       |

|  | †Dinornithiformes (moa) |
|  |                         |
|  | Tinamidae               |
|  |                         |

## Comportament

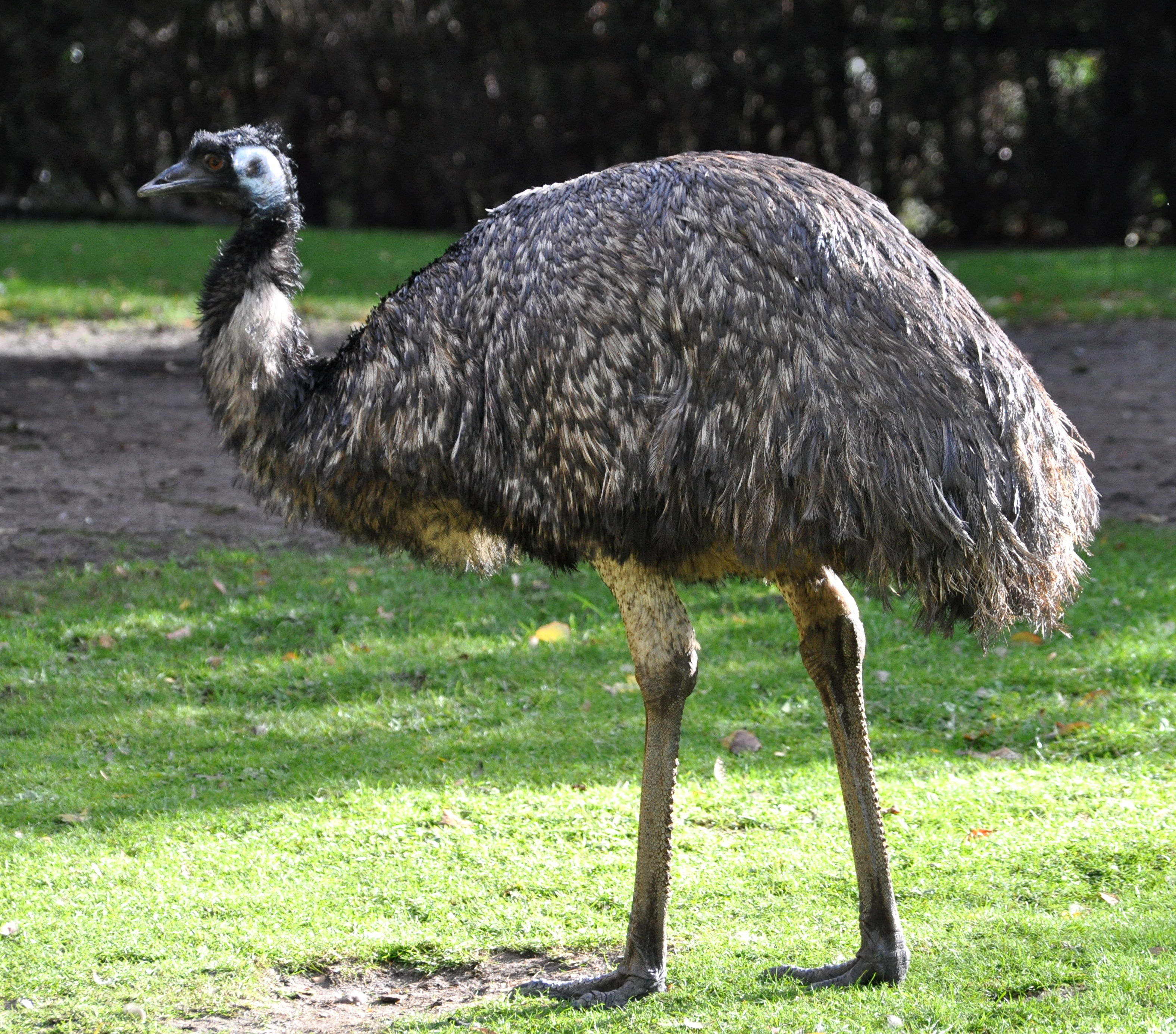
Emu într-un parc de păsări din Germania

Emu sunt păsări diurne și își petrec ziua căutând hrană, aranjându-și penajul cu ciocul, scăldându-se în praf și odihnindu-se. Sunt, în general, păsări gregare, cu excepția sezonului de reproducere, și în timp ce unele caută hrană, altele rămân vigilente în beneficiul reciproc. Sunt capabile să înoate atunci când este necesar, deși rareori fac acest lucru, cu excepția cazului în care zona este inundată sau trebuie să traverseze un râu.
Încep să se liniștească la apusul soarelui și dorm în timpul nopții. Ei nu dorm continuu, ci se trezesc de mai multe ori în timpul nopții. Atunci când adoarme, emu se ghemuiește mai întâi pe tars și intră într-o stare de somnolență în timpul căreia sunt suficient de atenți pentru a reacționa la stimuli și pentru a reveni rapid la o stare de trezire completă dacă sunt deranjați. Pe măsură ce intră într-un somn mai profund, gâtul le cade mai aproape de corp, iar pleoapele încep să se închidă. Dacă nu sunt deranjați, ei intră într-un somn mai profund după aproximativ douăzeci de minute. În timpul acestei faze, corpul se coboară treptat până când atinge solul, cu picioarele îndoite dedesubt. Ciocul este întors în jos, astfel încât întregul gât devine în formă de S. S-a sugerat că poziția de dormit este un tip de camuflaj, imitând o movilă mică. De obicei, emu se trezește din somnul profund o dată la aproximativ nouăzeci de minute și se ridică în picioare pentru a se hrăni pentru scurt timp sau pentru a defeca. Această perioadă de veghe durează între zece și douăzeci de minute, după care se întorc la somn. În total, un emu doarme aproximativ șapte ore în fiecare perioadă de douăzeci și patru de ore. Păsările tinere dorm de obicei cu gâtul întins înainte de-a lungul suprafeței solului.
În zilele foarte călduroase, pasărea gâfâie pentru a-și menține temperatura corpului. Plămânii lor funcționează ca răcitoare prin evaporare și, spre deosebire de alte specii, nivelurile scăzute de dioxid de carbon din sânge care rezultă nu par să provoace alcaloză. Pentru o respirație normală pe vreme mai răcoroasă, ele au pasaje nazale mari, multipliate. Aerul rece se încălzește în timp ce trece în plămâni, extrăgând căldura din regiunea nazală. La expirație, cornetele nazale reci ale emuului condensează din nou umezeala din aer și o absorb pentru a fi reutilizată.  Ca și alte ratite, emu are o mare capacitate homeotermică și își poate menține această stare de la -5 la 45 °C. Zona termoneutră a emuului se află între 10 și 30 °C.

### Hrană
Emu caută hrană în mod diurn și mănâncă o varietate de specii de plante indigene și introduse. Dieta depinde de disponibilitatea sezonieră, fiind preferate plante precum Acacia, Casuarina și ierburi. De asemenea, mănâncă insecte și alte artropode, inclusiv lăcuste și greieri, gândaci, buburuze, larve de molie bogong și de bumbac, furnici, păianjeni și miriapode. Acest lucru le asigură o mare parte din necesarul de proteine.
În Australia de Vest, păsările mănâncă semințe de Acacia eura până la sosirea ploilor, după care trec la lăstari de iarbă proaspătă și omizi; iarna se hrănesc cu frunze și păstăi de Cassia, iar primăvara consumă lăcuste și fructe de Santalum acuminatum.  De asemenea, se știe că se hrănesc cu grâu și cu orice fructe sau alte culturi pe care le pot accesa, trecând cu ușurință peste garduri înalte dacă este necesar. Este un agent important pentru dispersarea semințelor mari și viabile, ceea ce contribuie la biodiversitatea florală. Un efect nedorit al acestei practici a avut loc în Queensland la începutul secolului al XX-lea, când păsările emu s-a hrănit cu fructele cactuslui de pere din Outback. Acestea defecau semințele în diverse locuri pe măsură ce se deplasau, ceea ce a dus la o serie de campanii de vânătoare a păsărilor și de prevenire a răspândirii semințelor cactusului invaziv. În cele din urmă cactusul a fost controlat de o molie introdusă (Cactoblastis cactorum) ale cărei larve se hrăneau cu planta, acesta fiind unul dintre primele exemple de control biologic.